# 429136 Corsali
429136 Corsali este o planetă minoră (asteroid) din centura de asteroizi. A fost descoperită pe 13 octombrie 2009 la  de Vincenzo Silvano Casulli⁠(d) și a fost numită după Andrea Corsali⁠(d). 
Obiectul prezintă o orbită caracterizată de o semiaxă mare de 2,524096237367 UAi, o excentricitate de 0,16869494342107, o înclinație de 3,148175139377 ° în raport cu ecliptica.